# 張喬
張 喬（ちょう きょう、生没年不詳）は、中国・唐の詩人。字は伯遷。池州秋浦県の出身。

## 略歴
懿宗の咸通末年（870年頃、一説には昭宗の大順年間、890年頃）、進士の受験資格を得る試験に及第したが、唐末の黄巣の乱を避けて、郷里に近い九華山にこもり、世を終えた。

## 詩人としての彼
代表的作品に、『宴辺将（辺将を宴す）』（七言絶句）がある。
| 宴辺将         |                                          |
| 一曲梁州金石清 | 一曲の梁州 金石清し                      |
| 辺風蕭颯動江城 | 辺風蕭颯（しょうさつ）として江城を動かす |
| 座中有老沙場客 | 座中には沙場に老いたる客有り             |
| 横笛休吹塞上声 | 横笛 吹くを休（や）めよ 塞上の声         |